# 鄭惠兵
鄭惠兵（1978年8月10日—），歌仔戲演員，工生行，中國國家2級演員（副高級職稱），大專文化，廈門市人。
在廈門藝術學校（廈門戲曲舞蹈學校）學習歌仔戲專業，1998年中專畢業后升讀北京中國戲曲學院歌仔戲大專班，2000年畢業后參加廈門市歌仔戲劇團表演工作。
2001年，歌仔戲現代戲《邵江海》開始創作排練，他的任務是演出男主角邵江海。
2006年，廈門市歌仔戲劇團首度到台灣巡迴公演，特別發行2005年錄製的歌仔戲現代戲《邵江海》光盤和舉行簽名會，他作為男主角，與台灣廣大群眾見面。
2007年12月，他以歌仔戲現代戲《邵江海》裡的表演，得到中華人民共和國文化部文華獎的文華表演獎，成為史上第1位得「文華表演獎」的生行歌仔戲演員（演本劇女主角春花的蘇燕蓉是史上第2位得文華表演獎的旦行歌仔戲演員，史上第1位得文華表演獎的歌仔戲演員是旦行的鄭秀琴）。